# Stiporyzopsis
Stiporyzopsis är ett släkte av gräs. Stiporyzopsis ingår i familjen gräs.
Kladogram enligt Catalogue of Life:
| Stiporyzopsis | \| \| Stiporyzopsis bloomeri \| \| \| \| \| \| Stiporyzopsis caduca \| \| \| \| |
|               | \| \| Stiporyzopsis bloomeri \| \| \| \| \| \| Stiporyzopsis caduca \| \| \| \| |
|               | Stiporyzopsis bloomeri                                                          |
|               |                                                                                 |
|               | Stiporyzopsis caduca                                                            |
|               |                                                                                 |